# Lutenica

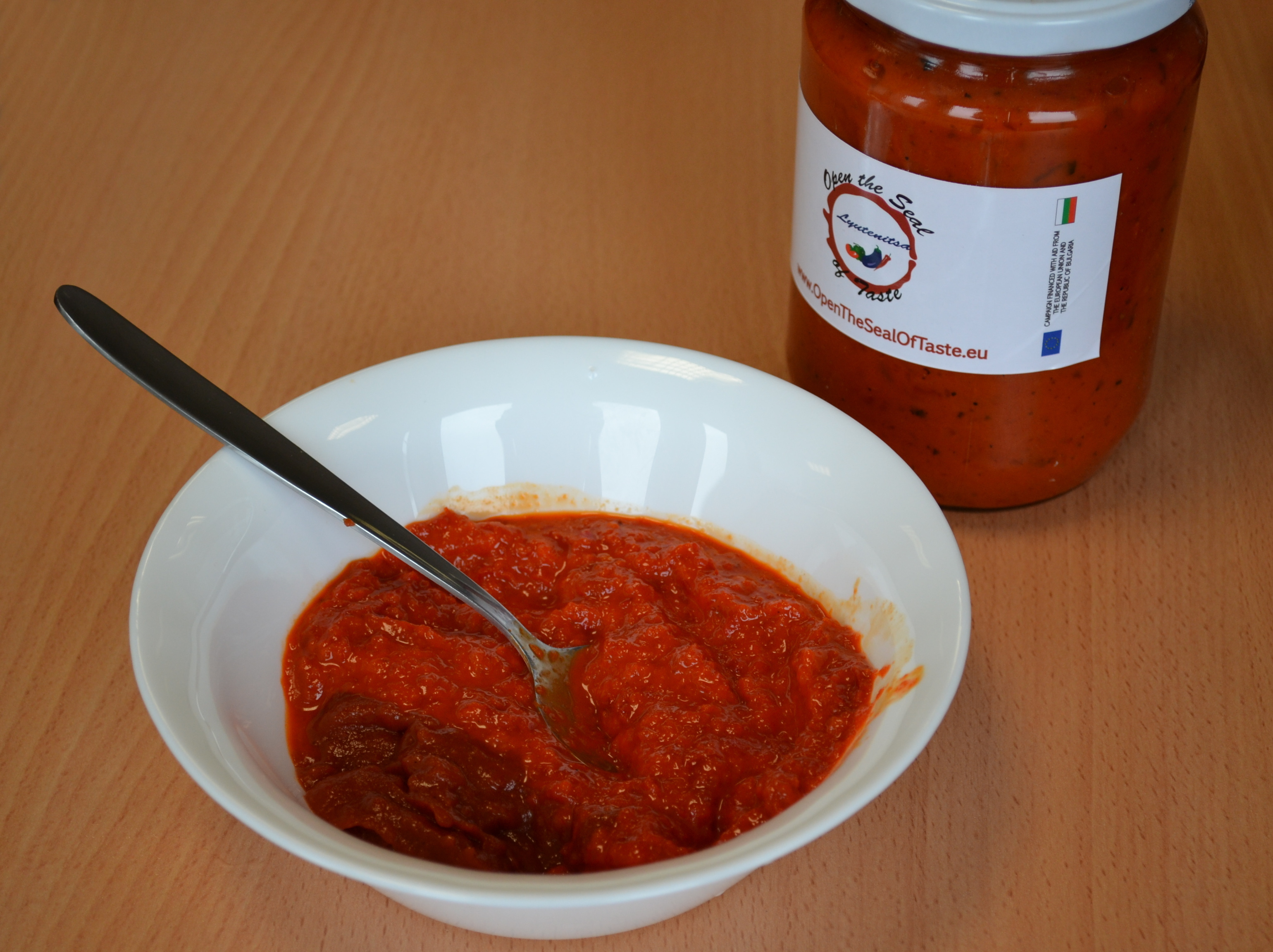
Plato de lutenica con un frasco sellado.

Ljutenica, lyutenitsa o lutenica (en serbio: љутеница, en búlgaro: лютеница,  (ljuto, lyuto o luto que significa picante) es el acompañamiento nacional de Bulgaria,  y Serbia.

## Características
Los ingredientes de esta salsa incluyen: tomates, pimiento, cebolla, ajo, pimienta negra, aceite vegetal, sal. La Ljutenica es ligeramente picante y es tan popular como el ajvar.